# Mitxel Unzueta Uzcanga
Mitxel Unzueta Uzcanga   (Bilbao, 29 de setembre de 1932 - Bilbao, 7 de gener de 2021) fou un polític i advocat basc, senador en la legislatura constituent i diputat al Parlament Basc en la primera legislatura.

## Biografia
Estudia batxillerat en el col·legi dels Jesuïtes de Indautxu i la carrera de Dret en la Universitat de Deusto (Bilbao). Va obtenir la llicenciatura a Valladolid en 1956. Poc temps després va ingressar en el Col·legi d'Advocats de Biscaia. En 1960 obre un despatx propi, està especialitzat en temes de civil i mercantil. Ha desenvolupat una intensa activitat en l'Institut de Dret Foral. Membre de la Junta Directiva del Col·legi d'Advocats de Biscaia des de finals dels anys seixanta fins a 1976, membre de l'Assemblea Parlamentària del Consell d'Europa, de la Reial Societat Bascongada dels Amics del País i de la Fundació Faustino Orbegozo. Col·laborà a Euzkadi' i Deia.
A les eleccions generals espanyoles de 1977 i 1979 fou escollit senador per Biscaia pel Front Autonòmic i després pel Partit Nacionalista Basc. Participà en la redacció de l'estatut d'autonomia del País Basc de 1979 i a les eleccions al Parlament Basc de 1980 fou diputat per Biscaia. El 1984 disputà la presidència del PNB a Xabier Arzalluz.

## Obres
- Hacia los nuevos horizontes. El poder sin fronteras, Bilbao, 1994